# 1582年
| 千纪： | 2千纪 |
| 世纪： | 15世纪 \| 16世纪 \| 17世纪                                                                                 |
| 年代： | 1550年代 \| 1560年代 \| 1570年代 \| 1580年代 \| 1590年代 \| 1600年代 \| 1610年代                           |
| 年份： | 1577年 \| 1578年 \| 1579年 \| 1580年 \| 1581年 \| 1582年 \| 1583年 \| 1584年 \| 1585年 \| 1586年 \| 1587年 |
| 纪年： | 壬午年（马年）；明万历十年；越南莫朝延成五年，后黎朝光興五年；日本天正十年                                 |

1582年，根據儒略曆改變後格里高利曆的列表規則，由於最早期在10月4日（星期四）最後一個儒略曆，再加上最晚期在改新曆法，改為10月15日（星期五）格里曆，年分逢為每100年一次的修改400倍數之置閏法但是在並非每400年一次閏日的倍數改為平年，故1582年為是一個最後儒略曆的平年，第一天從星期一開始。

## 大事记
- 1月15日——俄羅斯割讓利沃尼亞與愛沙尼亞給波蘭。
- 2月20日（正月廿八）——日本九州地區吉利支丹大名大友宗麟、大村純忠、有馬晴信向羅馬教廷派遣天正遣歐少年使節，於長崎港出發，後於1590年返回。
- 2月24日——教宗額我略十三世颁布新的历法格里曆，即现行国际通行的公历。
- 2月25日（二月初三）——織田信長得到木曾義昌倒戈的消息後立刻決定討滅武田氏，並向相關家臣及德川家康、北條氏政盟國勢力發出甲州征伐令。
- 3月——神保氏舊臣小島職鎮、唐人親廣等人急襲富山城，神保長住被俘虜。雖然被織田軍的反攻所救，但是因為這次事件而失去勢力並被追放。
- 4月3日（三月十一）——
  - 魚津城之戰，柴田勝家圍困上杉氏越中據點魚津城，直到本能寺之變翌日。
  - 瀧川一益與德川家康在天目山之戰徹底消滅武田氏殘餘勢力。
- 6月10日－葡萄牙宣布独立。
- 6月21日（六月初二）——本能寺之变，织田信长被其下属明智光秀杀害于京都本能寺。
- 6月25日（六月初六）——中國大返還開始，6月30日（六月十一）羽柴秀吉抵達京都。
- 6月–7月（六月）——
  - 神流川合戰，後北條氏對織田氏派駐關東上野國的將領瀧川一益發起攻擊，最終北條軍獲勝，將織田勢力逐出關東平原。
  - 甲斐、信濃、上野等地爆發天正壬午之亂。
  - 佐久間盛政、前田利家率領的聯合軍，與上杉景勝、溫井景隆及石動山眾徒率領的聯合軍，為爭奪能登爆發荒山合戰，上杉、溫井聯合軍被滅。
- 7月2日（六月十三）——山崎之戰，羽柴秀吉擊敗明智光秀。
- 8月5日——應召前往中華傳教的義大利教士利瑪竇，到達廣州香山澳（澳門），開始了天主教與西學在廣州的首次傳播。
- 9月14日（八月廿八）——中富川之戰，長宗我部元親戰勝三好氏十河存保，十河存保退至勝瑞城。
- 十月，江馬輝盛趁姊小路賴綱的靠山織田信長身亡之際，主動發兵南下，姊小路賴綱聯合盟友廣瀬宗域、小島時光在八日町之戰徹底消滅江馬輝盛，姊小路賴綱反過頭來將盟友小島氏跟廣瀨氏消滅，又謀殺親弟鍋山顯綱，徹底平定飛驒國。
- 10月4日星期四（儒略曆）——意大利、波蘭、西班牙、葡萄牙將次日定為新曆10月15日星期五。
- 11月4日——俄军战胜库楚姆汗，开进失必儿汗国首府卡什雷克。
- 11月24日（十月廿九）——後北條氏與德川家康和議，天正壬午之亂結束。
- 12月9日星期日（儒略曆）——法國將次日定為新曆12月20日星期一。
- 東吁王朝南達勃因進犯雲南，明缅战争爆发，被明朝将领劉綎、鄧子龍率兵擊退，追至阿瓦。
- 俺答汗長子乞慶哈繼承土默特順義王之位。
- 哥薩克首領葉爾馬克·齊莫菲葉維奇打敗西伯利亞汗國的軍隊，佔領了額爾齊斯河邊的西伯利亞汗國首都喀什里克，徹底摧毀了這座城市。

## 出生
- 8月28日（八月十一）——朱常洛，明光宗（泰昌帝）（1620年逝世）
- 10月22日（九月廿六）——錢謙益（1664年逝世）
- 小早川秀秋，日本武士（1602年逝世）
- 本多忠朝，日本戰國大名本多忠勝次男（1615年逝世）

## 逝世
- 2月26日－俺答汗，蒙古土默特部重要首領。
- 4月3日（三月十一）——武田勝賴，日本戰國大名（1546年出生）
- 4月8日（三月十六）——武田信豐，甲斐武田氏的親族眾，武田信繁的次子。
- 6月21日（六月初二）——織田信長，日本戰國大名，被兵變包圍，自杀（1534年出生）
- 6月21日（六月初二）——森蘭丸，日本戰國小姓（1565年出生）
- 6月21日（六月初二）——穴山信君，日本戰國武將（1541年出生）
- 6月21日（六月初二）——織田信忠，日本戰國大名織田信長世子，自杀（1557年出生）
- 6月21日（六月初二）——織田勝長，日本戰國大名織田信長五男（一說四男）
- 6月23日（六月初四）——清水宗治，日本軍事家（1537年出生）
- 7月2日（六月十三）——明智光秀，日本武士（1528年出生）
- 7月9日（六月二十）——张居正，明首辅
- （大約在该年逝世）吴承恩，中国作家（约1504年出生）
- 王好问，明南京戶部尚書